# Aša (řeka)
Aša je řeka v Čeljabinské oblasti v Rusku. Je 59 km dlouhá.

## Průběh toku
Vlévá se do Simu.

### Přítoky
Má 82 vedlejších přítoků.